# سفيل باجابر (عمد)

تعديل مصدري - تعديل

سفيل باجابر هي إحدى قرى  بمديرية عمد التابعة لمحافظة حضرموت، بلغ تعداد سكانها 6 نسمة حسب تعداد اليمن لعام 2004.